# Treaty of Mendota
Der Treaty of Mendota war ein Vertrag zwischen der Regierung der Vereinigten Staaten von Amerika und den Mdewakanton- und Wahpekute-Stämmen der Dakota- und Sioux-Indianer in den heutigen Bundesstaaten Iowa und Minnesota, welcher am 5. August 1851 unterzeichnet wurde. Mit diesem Vertrag gaben die Dakota einen Großteil ihres Gebietes in Iowa und Minnesota auf und verkauften das Land an die Vereinigten Staaten von Amerika für 1.410.000 Dollar. Der Vertrag wurde auf amerikanischer Seite von Alexander Ramsey ausgearbeitet, dem ersten Gouverneur des neugeschaffenen Bundesstaates Minnesota. Ein weiterer wichtiger Akteur war Henry Hastings Sibley von der American Fur Company, welchem die Sioux eine Menge Geld schuldeten. Am 23. Juli 1851 hatten bereits die Wahpeton- und Sisseton-Gruppen Gebiete mit dem Treaty of Traverse des Sioux an die Vereinigten Staaten abgetreten. Insgesamt gaben die Indianer 24.000.000 acre (97.000 km²) Land auf. Sie reservierten für sich lediglich zwei Gebiete entlang des Minnesota, die Upper Sioux Agency und die Lower Sioux Agency. Der Kongress der Vereinigten Staaten billigte den Vertrag am 23. Juni 1852 mit kleineren Änderungen. Diese wurden wiederum von 45 Häuptlingen am 4. September 1852 unterzeichnet. Nach der Unterzeichnung der Verträge konnten weite Gebiete des südlichen Minnesota zur Besiedlung durch weiße Siedler freigegeben werden. Die Regierung verkaufte einen Acre für 1,25 Dollar. In den Verträgen war vereinbart worden, dass die Indianer jährlich 3 Cent pro Acre bekommen sollten. Doch die Verträge wurden nicht eingehalten. 1858 wurden die Reservate durch weitere abgeschlossene Verträge in Washington verkleinert, als Minnesota als Staat in die Vereinigten Staaten aufgenommen wurde. 1862 führten ausbleibende Zahlungen zum Sioux-Aufstand. Nach dem Aufstand wurden die Verträge von den Vereinigten Staaten einseitig gekündigt. Der Staat Minnesota setzte ein Kopfgeld von 25 Dollar für jeden Indianerskalp fest. Die Überlebenden des Aufstandes wurden nach South Dakota und Nebraska deportiert.

## Vertragstext
- 1. Ewige Freundschaft zwischen den Vereinigten Staaten und den Med-ay-wa-kan-toan und Wah-pay-koo-tay Indianerstämmen der Dakota.
- 2. Die Med-ay-wa-kan-toan und Wah-pay-koo-tay geben alle ihre Landrechte in Minnesota und Iowa auf.
- 3. Ein Reservat mit einer Breite von 10 Meilen auf beiden Seiten des Minnesota-Flusses wird eingerichtet. (Dieser Paragraph wurde später gestrichen)
- 4. Zahlung von 220.000 Dollar an die Häuptlinge, um die Kosten der Umsiedlung zu decken. 1.160.000 Dollar werden nicht ausgezahlt, sondern auf ein Konto der Vereinigten Staaten eingezahlt. Davon erhalten die Indianer 5 % über einen Zeitraum von 50 Jahren. Bau von Lagern, Häusern, Farmen, Sägemühlen und Schmieden im Wert von 30.000 Dollar. Lieferung von weiteren Erzeugnissen und Dienstleistungen im Wert von 28.000 Dollar. Eine jährliche zusätzliche Zahlung von 30.000 Dollar.
- 5. Ausstehende Zahlungen aus Verträgen, die in der Vergangenheit unterschrieben wurden (1837), sollen 1852 ausbezahlt werden.
- 6. Kein Alkoholverkauf in den abgetretenen Gebieten, bis der Kongress eine neue Regelung schafft.
- 7. Allgemeine Schlussklausel und die Verpflichtung an den Präsidenten der Vereinigten Staaten, den Vertragsinhalt durchzusetzen.

## Folgen des Vertrags
Die betroffenen Indianer wurden in das Reservat am Fluss Minnesota umgesiedelt. Sie versuchten, ihr nomadisches Leben aufzugeben und sesshafte Farmer zu werden. Doch dies gelang nicht wirklich. Von den versprochenen und geleisteten Zahlungen erreichte nur ein Bruchteil die Betroffenen. Die größten Profiteure waren weiße Händler. Von den 220.000 Dollar erreichten nur 20.000 Dollar die Indianer. Ein Großteil wurde an die Händler zur Begleichung von Schulden bezahlt. Durch Korruption innerhalb des Bureau of Indian Affairs erreichte nur ein Bruchteil der vertraglich vereinbarten Warenlieferungen und Leistungen die Reservate. Die Indianer lebten weiterhin in Armut und hungerten. Dies führte zum Aufstand von 1862.